# 三重県道686号上野島ヶ原線
三重県道686号上野島ヶ原線（みえけんどう686ごう うえのしまがはらせん）は、三重県伊賀市を通る一般県道である。

## 概要
伊賀市枡川から伊賀市島ヶ原に至る。
1.5車線 - 片側1車線が確保されているが、白樫から島ヶ原にかけては小型車1台分の幅員しか無い区間が存在する。

### 路線データ
- 起点：三重県伊賀市枡川（字古屋敷18番3[1][2]：丸山交差点、国道422号交点、三重県道683号枅川青山線起点）
- 終点：三重県伊賀市島ヶ原（字大父川原12088番地先[1][2]：三重県道305号観菩提寺線交点）

## 歴史
- 1959年（昭和34年）
  - 1月25日  - 「一般県道686号白樫依那古停車場線」として認定[3]

起点：三重県上野市大字白樫
終点：依那古停車場
  - 3月31日 - 道路区域の決定[4]
  - 5月19日 - 道路の供用開始[5]

三重県上野市白樫字永谷2686番地先から三重県上野市菖蒲池字寺山1351の3番地先を経て三重県上野市沖字上川原18の2番地先まで（延長10.02 km）
- 1995年（平成7年）4月1日
  - 「一般県道686号白樫依那古停車場線」を廃止[6]
  - 「一般県道686号上野島ヶ原線」として認定[7]（路線を延長、起点・終点を変更）

起点：三重県上野市
終点：三重県阿山郡島ヶ原村
  - 道路区域の決定、道路の供用開始[8]

三重県上野市才良字松ノ木46番地先から三重県阿山郡島ヶ原村字大父川原12088番地先まで（延長17,446.00 m）
- 1998年（平成10年）10月16日 - 道路区域の変更[9]（経路を変更、起点を変更）

三重県上野市枡川字古屋敷18番2から三重県上野市上郡字古角1836番地まで（延長1,264.00 m）
- 2007年（平成19年）4月1日 - 県道の路線認定の一部改正[10]（自治体合併に伴う変更）

起点：三重県伊賀市
終点：三重県伊賀市島ヶ原

## 路線状況

### 重複区間
- 三重県道687号治田山出線（伊賀市予野）
- 伊賀コリドール（伊賀市予野）
- 国道25号（伊賀市白樫・白樫交差点 - 伊賀市白樫）
- 三重県道・奈良県道・京都府道82号上野南山城線（伊賀市白樫）

## 地理

### 通過する自治体
- 三重県

- 伊賀市

### 交差する道路
| 交差する道路                                                                             | 交差する場所 | 交差する場所      |
| ---------------------------------------------------------------------------------------- | ------------ | ----------------- |
| 国道422号 三重県道683号枅川青山線                                                        | 枡川         | 丸山交差点 / 起点 |
| 国道368号 / 上野名張バイパス                                                             | 菖蒲池       | [ 注釈 1 ]        |
| 三重県道687号治田山出線 重複区間起点                                                     | 予野         |                   |
| 伊賀コリドール 重複区間起点                                                              | 予野         |                   |
| 伊賀コリドール 重複区間終点                                                              | 予野         |                   |
| 三重県道687号治田山出線 重複区間終点                                                     | 予野         |                   |
| 国道25号 / E25 名阪国道                                                                  | 白樫         | 18 白樫IC         |
| 国道25号 / 非名阪 重複区間起点                                                           | 白樫         | 白樫交差点        |
| 国道25号 / 非名阪 重複区間終点 三重県道・奈良県道・京都府道82号上野南山城線 重複区間起点 | 白樫         |                   |
| 三重県道・奈良県道・京都府道82号上野南山城線 重複区間終点                                | 白樫         |                   |
| 三重県道305号観菩提寺線                                                                  | 島ヶ原       | 終点              |

### 沿線
- 伊賀鉄道伊賀線 丸山駅
- 木津川
- 伊賀市立上野南中学校
- セントレイクスゴルフ倶楽部
- KOMAカントリークラブ
- 島ヶ原カントリークラブ
- JR東海関西本線 島ケ原駅（終点付近）